# Atlantiska orkansäsongen 1995
Den atlantiska orkansäsongen 1995 pågick officiellt från den 1 juni 1995 till den 30 november 1995. Historiskt sett bildas de allra flesta tropiska cyklonerna under denna period på året.
Säsongen var mycket aktiv, till största del beroende på gynnsamma förhållanden bland annat en La Niña och varma havstemperaturer. Nitton namngivna stormar bildades under säsongen, vilket gör den tredje mest aktiva säsong bakom den Atlantiska orkansäsongen 2005 och den Atlantiska orkansäsongen 1993 och lika många som 1887 års säsong. Elva stormar nådde och orkanstyrka, återigen den tredje mest aktiva efter 2005 och 1969 års säsong.
Säsongen hade ett antal destruktiva orkaner som sammanlagt orsakade 11,5 miljarder dollar i skador och över 100 dödsfall. Orkanen Erin orsakade betydande skador i Florida. Orkanen Felix orsakade skador i nordöstra USA, och skapade vågor som dödade åtta. Orkanen Luis och Orkanen Marilyn orsakade skador för miljarder på Bermuda och Leeward Islands. Orkanen Opal, orsakade mycket skador längs USA:s Golfkust. Orkanen Roxanne, en sällsynt större orkan i slutet av säsongen, orsakade mycket skador då den drog in över land vid Quintana Roo.